# 蔣凱宸
蔣孝力（Jaslly Chiang，1969年6月8日—），常用名蔣凱宸，台灣導演。早年擔任攝影師，拍攝多部台灣著名電視劇《台灣靈異事件》《家有仙妻2》等，後轉戰導演一職，在業界擁有快手導演稱號。

## 導演作品

### 電視劇
- 衛視中文台《我們一家都幸福》
- 中視《麻辣高校生》
- 達明傳播、上海新文化《我家不打烊》
- 大愛《阿爸的願望》
- 延平工作室《女人香》
- 客家電視台《大將徐傍興》
- 客家電視台《花樹下的約定》
- 電視電影《野豬啦啦隊》
- 華視《帶子英雄》
- 北京美環球文化《冬雪》
- 大陸中北影視《內線前傳》
- 愛奇藝微電影《我的十萬女友》
- 愛奇藝微電影《愛情去哪兒？》
- CCTV-8、福建電視、江西公共頻道《親情保衛戰》
- 大愛電視台《幸福魔法師》
- 三立都會台《愛情女僕》
- 騰訊、海潤影業網路劇《超級大英雄》
- 中視《多桑の純萃年代》
- 大愛電視台《清風無痕》
- 中視《鑑識英雄2》
- 優酷視頻。領譽傳媒、華誼兄弟等聯合出品網劇《愛上萌面先生》
- 湖南衛視。40集電視連續劇《最好的時代》
- 東森戲劇台《惡靈世界》劇集

## 攝影作品
- 華視《家有仙妻Ⅱ》
- 力霸友聯《台北絕代雙嬌》
- 華視《台灣靈異事件》
- 華視《台灣怪譚》
- 中視《晴空亂流》
- 中視《時來運轉》
- 公共電視《北上最後一班列車》
- 公共電視《九歲那一年》
- 公共電視《大寒》
- 《桃色危機》
- 《眉飛色舞》
- 八大電視《火線任務》
- 大愛電視《燕子啊》

## 其他作品
- 華視《超級男女》執行導演
- 延平工作室電影《大笑江湖》後製導演

## 外部連結
- 蔣凱宸的Facebook專頁
- 蔣凱宸的新浪微博
- YouTube上的蔣凱宸頻道

https://stars.udn.com/star/story/10091/6932457 （页面存档备份，存于）